# Metropolitanato de Leros, Kálimnos y Astipalea

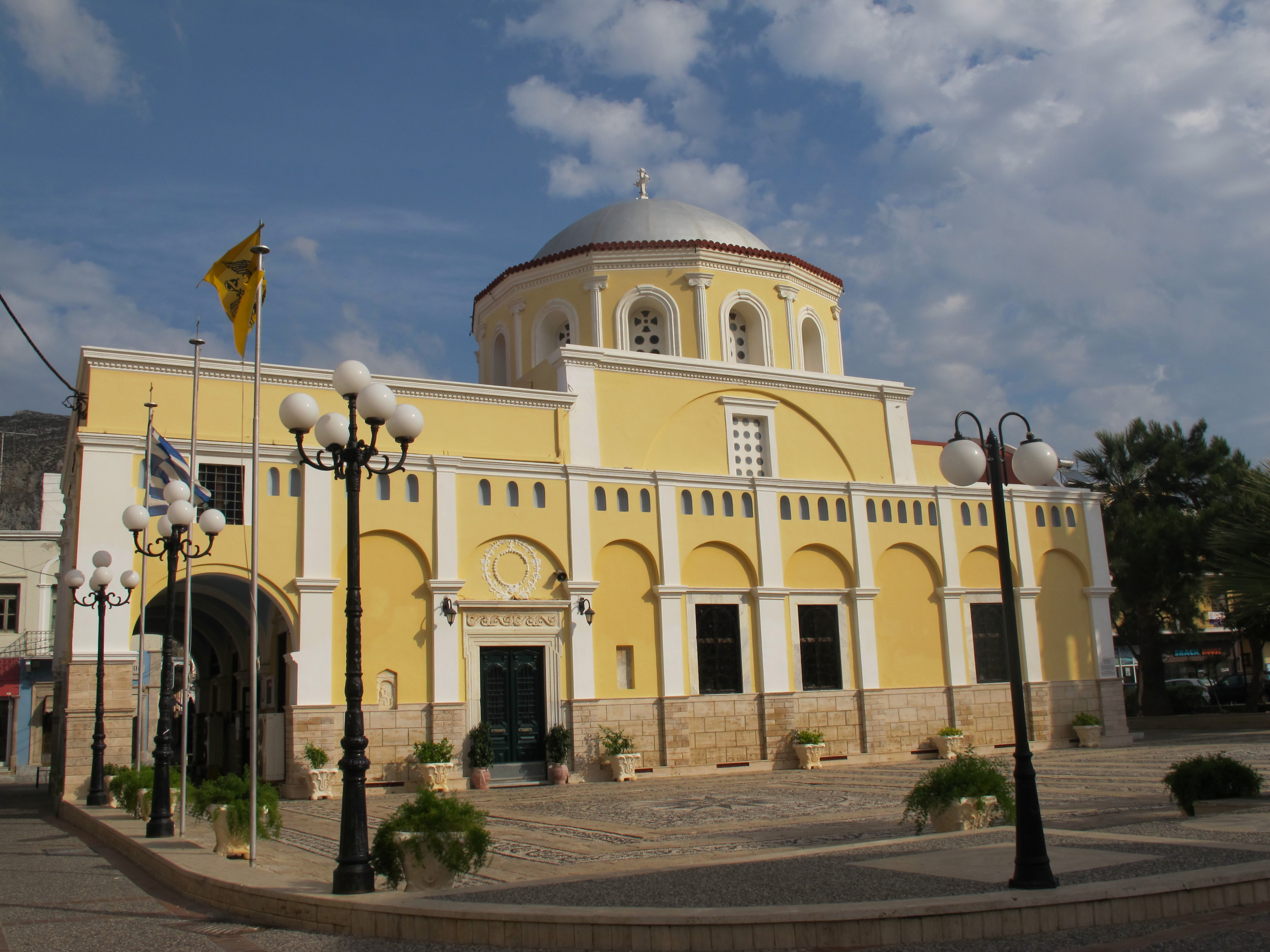
Iglesia de la Transfiguración en Kálimnos.

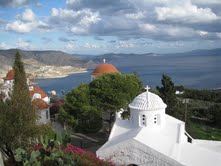
Iglesia de San Sava en Kálimnos.

El metropolitanato de Leros, Kálimnos y Astipalea (en griego: Ιερά Μητρόπολη Λέρου, Καλύμνου και Αστυπάλαιας) es una diócesis de la Iglesia ortodoxa perteneciente al patriarcado de Constantinopla. Su sede está en la ciudad de Agia Marina en la isla de Leros en Grecia. Su titular lleva el título metropolitano de Leros, Kálimnos y Astipalea, el más honorable ('hypertimos') y exarca de las islas Esporadas (en griego: Μητροπολίτης Λέρου, Καλύμνου κα στυπάλαιας). Es una antigua sede metropolitana de la provincia romana de las Islas en la diócesis civil de Asia y en el patriarcado de Constantinopla.

## Territorio
El metropolitanato de Leros, Kálimnos y Astipalea se encuentra en la periferia de Egeo Meridional, en donde cubre las islas de Leros, Kálimnos, Astipalea, Pserimos, Télendos y un grupo de islotes entre los cuales está el disputado Imia/Kardak. Separado por el mar Egeo, limita al norte con el exarcado patriarcal de Patmos; al este con el metropolitanato de Heliópolis y Tira; y al sur con el metropolitanato de Cos y Nísiros; y al noroeste con el metropolitanato de Tera de la Iglesia ortodoxa de Grecia.
Además de la Agia Marina, otras localidades del metropolitanato son Pothia (o ciudad de Kálimnos) y Astipalea.
El territorio cuenta con 7 parroquias en Leros, 23 en Kálimnos, 1 en Télendos, 1 en Pserimos y 4 en Astipalea. Existen 2 monasterios masculinos (uno en Leros y otro en Kálimnos) y 6 femeninos (1 en Leros y 5 en Kálimnos). Existen también 11 ermitas:

## Historia
Se considera que el apóstol Pablo de Tarso fue el fundador de las primeras iglesias cristianas en el Dodecaneso, ya que se menciona que en su tercera gira apostólica pasó por Cos y Rodas durante su viaje de regreso a Jerusalén. Además, alrededor del año 95, el apóstol Juan actuó en Patmos, predicando el cristianismo y fundando una comunidad cristiana. La proximidad de Leros a Patmos asegura que el cristianismo se propagó de una a otra comunidad.
No se sabe exactamente cuándo se fundó la diócesis de Leros, pero desde el principio incluyó a Kálimnos y fue sufragánea del metropolitanato de Rodas. La sede de Leros aparece en todas las Notitiae Episcopatuum del patriarcado como sufragánea de Rodas, comenzando desde la del pseudo-Epifanio y datando desde mediados del siglo VII hasta la Notitia del siglo XII. El Concilio de Nicea I en 325 aprobó la ya existente organización eclesiástica según la cual el obispo de la capital de una provincia romana (el obispo metropolitano) tenía cierta autoridad sobre los otros obispos de la provincia (sufragáneos), utilizando por primera vez en sus cánones 4 y 6 el nombre metropolitano. Quedó así reconocido el metropolitanato de Rodas en la provincia romana de las Islas, siendo Leros una de sus diócesis sufragáneas. El canon 6 reconoció las antiguas costumbres de jurisdicción de los obispos de Alejandría, Roma y Antioquía sobre sus provincias, aunque no mencionó a Éfeso, su metropolitano también encabezaba de la misma manera a los obispos de la diócesis civil de Asia como exarca de Asia, entre ellos al metropolitanato de Rodas. El canon 28 del Concilio de Calcedonia en 451 pasó al patriarca de Constantinopla las prerrogativas del exarca de Asia, por lo que el metropolitanato de Rodas con sus diócesis sufragáneas pasó a ser parte del patriarcado.
Lequien, en la obra Oriens christianus, atribuye a esta diócesis tres obispos que participaron en los concilios del primer milenio cristiano: Juan, presente en el Concilio de Constantinopla II en 553; Sergio, presente en las sesiones del Concilio de Nicea II en 787; y José, quien participó en el concilio de 869 que condenó al patriarca Focio de Constantinopla.
Se han descubierto dos inscripciones en un monasterio en Patmos, ambas datadas entre los siglos V y VI, que parecen referirse a dos obispos de Leros. Una primera inscripción recuerda la consagración de un altar en la época de "nuestro santísimo obispo Epitimeto". Como Patmos nunca fue obispado, es probable que este obispo pertenezca a la diócesis cercana de Leros; pero esta conclusión es solo hipotética. Otra inscripción, fragmentada e interpretada de manera diferente por los autores, podría referirse a un obispo llamado Eusebio. También en este caso podría ser un obispo de Leros, o referirse a un obispo de otra sede en una peregrinación a Patmos.
En 1984, durante una campaña de excavación en el sitio arqueológico de Rodas, se descubrió un sello, datable entre los siglos VI y VII, con la siguiente inscripción: «De Juan, un obispo muy humilde de Leros». La difusión del nombre Juan y el alcance de la datación del sello llevan a creer que puede ser un obispo diferente del mencionado en 553.
Por primera vez en el siglo X se menciona la existencia de la diócesis de Astipalea en una Notitiae episcopatuum. La diócesis es desconocida para Lequien en su trabajo Oriens Christianus.  
Desde el siglo XI en adelante la diócesis de Leros se llama diócesis de Lerni. Leros, Kálimnos y Astipalea fueron ocupadas por los venecianos en 1204. La ocupación de Rodas por los Caballeros de San Juan en 1309, fue el comienzo de un período difícil para la población ortodoxa de las islas. Los Caballeros de San Juan expulsaron al metropolitano ortodoxo de Rodas y lo reemplazaron por un arzobispo católico. Poco a poco, ocupando las islas circundantes (entre ellas Leros y Kálimnos), siguieron la misma política, expulsando a los obispos ortodoxos y reemplazándolos por latinos.
La amenaza de los turcos otomanos obligó a los Caballeros de San Juan a reconsiderar su política hasta cierto punto, y para obtener la ayuda de los isleños en las próximas batallas, permitieron la llegada de las jerarquías ortodoxas a las islas a fines del siglo XV. En 1497 llegó el metropolitano de Filadelfia Joaquín a Leros. La rendición de los Caballeros de San Juan al Imperio otomano y su partida de Leros y Kálimnos en 1523 liberó a los isleños de los latinos y permitió el restablecimiento de las diócesis ortodoxas. Astipalea fue ocupada por los otomanos en 1537. Con el restablecimiento de las diócesis ortodoxas, la diócesis de Lerni incluyó a Leros, Kálimnos y Astipalea. 
La afiliación eclesiástica de Astipalea ha sufrido muchos cambios durante aproximadamente tres siglos. Después de 1572 Astipalea se separó de la diócesis de Lerni y fue parte del exarcado patriarcal, que también incluía a Samos, Icaria y Psara. En el período 1584-1585 fue separada temporalmente del exarcado, al que se restableció de 1585 a abril de 1610, cuando Astipalea quedó bajo la jurisdicción de la diócesis de Lerni. De nuevo en 1621, Astipalea se separó de la diócesis de Lerni y junto con Amorgos formaron un exarcado patriarcal. En 1646 Astipalea quedó bajo la jurisdicción de la arquidiócesis de Sifnos, donde permaneció durante unos dos siglos. Finalmente, en abril de 1838, se unió de nuevo con la diócesis de Lerni. Kálimnos fue también separada de la diócesis de Lerni como exarcado patriarcal entre 1598/1601 y abril de 1610, cuando volvió a ser parte de Lerni.
Luego de la revolución griega Leros y Kálimnos expulsaron a los otomanos y en mayo de 1822 se volvieron parte de Grecia, pero volvieron a manos otomanas el 9 de julio de 1832. En noviembre de 1888 la diócesis de Lerni fue elevada a metropolitanato con el nombre de Leros y Kálimnos. El 14 de abril de 1912 Italia ocupó Astipalea y el 30 de abril de 1912 Leros y Kálimnos. El Tratado de Lausana reconoció la posesión italiana el 24 de julio de 1923. Separada de Leros, el 2 de mayo de 1937 la isla de Kálimnos fue unida a Cos a requerimiento de las autoridades italianas, que tomó el nombre de metropolitanato de Cos y Kálimnos. El 16 de noviembre de 1943 los alemanes ocuparon Leros y luego las demás islas, hasta que les fueron arrebatadas por los británicos el 9 de mayo de 1945, que ejercieron la administración hasta que fueron entregadas a Grecia el 31 de marzo de 1947, que las anexó el 7 de marzo de 1948. En 1947 Kálimnos fue retornada al metropolitanato de Leros.
El 20 de abril de 2004, en un esfuerzo por mejorar la administración religiosa de las islas, el patriarcado ecuménico decidió separar de la jurisdicción del metropolitanato de Rodas la isla de Nísiros, que fue unida a Cos formando el metropolitanato de Cos y Nísiros.

## Cronología de los obispos

### Obispos de Leros
- Juan I † (mencionado en 553)
- Epitimeto? † (siglo V/siglo VI)
- Eusebio? † (siglo V/siglo VI)
- Juan II † (siglo VI/siglo VII)
- Sergio † (mencionado en 787)
- José † (mencionado en 869)

(...)

### Obispos de Lerni
- Ignacio I † (mayo de 1756-1800 falleció)
- Ignacio II † (1800-1818 falleció?)
- Jeremías † (1818-1844 falleció)
- Dionisio † (julio de 1844-1863 falleció)
- Ignacio III † (22 de mayo de 1863-1870 falleció)
- Macario † (2 de abril de 1870-7 de marzo de 1875 suspendido)
- Daniel † (7 de marzo de 1875-3 de julio de 1888 falleció)
- Crisanto † (20 de octubre de 1888-noviembre de 1888)

### Metropolitanos de Leros y Kálimnos
- Crisanto † (noviembre de 1888-21 de julio de 1894 trasladado al metropolitanato de Korytsa)
- Antimo (Tsatsos) † (21 de julio de 1894-20 de enero de 1895 elegido patriarca de Constantinopla)
- Sofronio (Christidis) † (23 de febrero de 1895-29 de mayo de 1897 trasladado al metropolitanato de Nicea)
- Juan (Hadziapostolu) † (29 de mayo de 1897-8 de agosto de 1903 trasladado al metropolitanato de Kassandria)
- Germán (Feotokas) † (8 de agosto de 1903-9 de junio de 1918 trasladado al metropolitanato de Eno)
- Apóstol (Kavakopulos) † (6 de septiembre de 1918-2 de mayo de 1937)

### Metropolitanos de Leros y Astipalea
- Apóstol (Kavakopulos) † (2 de mayo de 1937-junio de 1946 renunció)

### Metropolitanos de Leros, Kálimnos y Astipalea
- Crisóstomo (Coroneos) † (22 de julio de 1950-2 de diciembre de 1950) el nombramiento no fue aceptado
- Isidoro (Aydonopoulos) † (2 de diciembre de 1950-19 de mayo de 1983 falleció)
- Nectario (Hadzhimihalis) † (24 de mayo de 1983-16 de mayo de 2005 trasladado al metropolitanato de Ganos y Cora)
- Paisio (Aravantinos) (desde el 21 de mayo de 2005)